# Lena Reichmuth

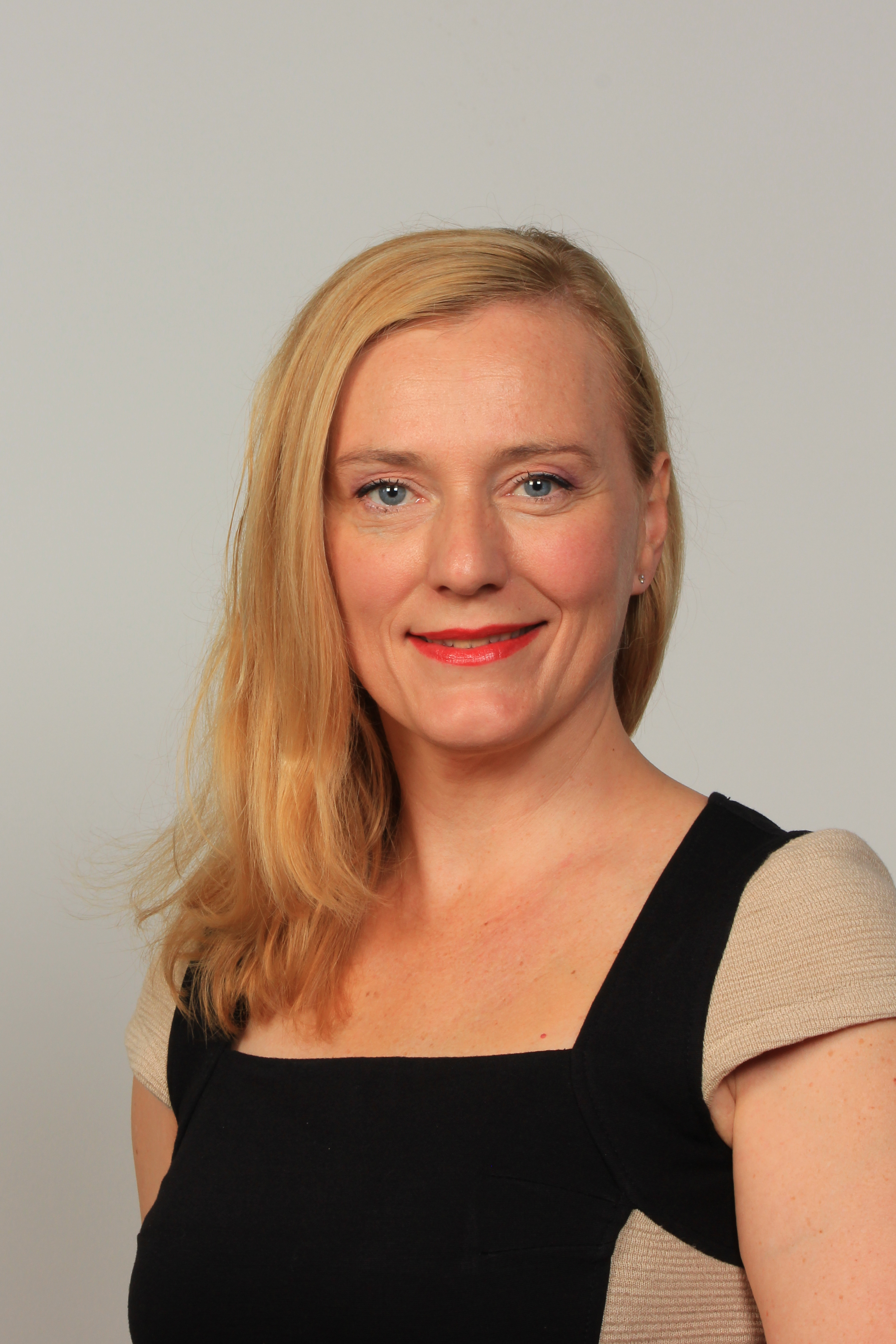
Lena Reichmuth (2016)

Lena Reichmuth, auch Bernarda Reichmuth (* 6. August 1968 in Dornbirn, Vorarlberg), ist eine österreichische Schauspielerin.

## Leben
Reichmuth wurde als Tochter einer Österreicherin und eines Schweizers geboren. Nach der Matura in Zürich ging Reichmuth nach Paris und studierte am Conservatoire national supérieur d’art dramatique Schauspiel. Sie kam als Gaststudentin ans Max-Reinhardt-Seminar nach Wien und war von 1995 bis 2000 Ensemblemitglied am Theater der Jugend.
Lena Reichmuth wandte sich ab 2002 vermehrt dem Film zu. Sie spielte an der Seite von Catherine Deneuve und Heinz Bennent die „Paula Fichtl“ in Marie und Freud (Regie: Benoît Jacquot), wirkte im Film Gone with the Woman (Regie: Petter Naess) mit, dem norwegischen Oscarbeitrag für den "Best Foreign Language Film" 2007, und drehte in Italien zehn Filme, wobei sie dort das Klischee der „klassischen Deutschen“ vertritt. 2009 spielte sie die Magda Goebbels an der Seite von Moritz Bleibtreu und Tobias Moretti in Jud Süß – Film ohne Gewissen von Oskar Roehler. In Österreich war sie im Film "Der Atem des Himmels" (Regie: Reinhold Bilgeri) als "Hilda Casagrande" sowie im Film "Hannas schlafende Hunde" (Regie: Andreas Gruber) auf der Kinoleinwand.
Lena Reichmuth coacht sowohl Schauspielerinnen wie Catherine Deneuve und Isabelle Huppert als auch Führungskräfte aus Wirtschaft und Politik mittels einer eigenen Coachingmethode. Sie spricht neben Deutsch und Französisch auch Italienisch und Englisch. Sie lebt in Wien und arbeitet im deutschen Sprachraum sowie in Frankreich und Italien.
Ihr Sohn Konstantin Reichmuth ist ebenfalls Schauspieler.

## Filmografie
- 1995: Schade um Papa (eine Folge)
- 1996: Kommissar Rex – Unter Hypnose (Fernsehserie)
- 1998: Lieselotte
- 1999: Julia – Eine ungewöhnliche Frau (eine Folge)
- 2000: Gripsholm
- 2000: Zwei Frauen, ein Mann und ein Baby
- 2002: Epsteins Nacht
- 2002: Sinan Toprak ist der Unbestechliche (eine Folge)
- 2003: Little Girl Blue
- 2004: Marie Bonaparte
- 2006: A voce alta
- 2006: Eva Zacharias
- 2006: Mafalda di Savoia – Il coraggio di una principessa
- 2006: Sfiorarsi
- 2007: Il pugile e la ballerina
- 2007: Lia
- 2007: Tatt av kvinnen
- 2008: Il prossimo tuo
- 2008: SOKO Donau (eine Folge)
- 2009: In carne e ossa
- 2009: Pepperminta
- 2009: Schnell ermittelt (eine Folge)
- 2009: Sisi
- 2010: Der Atem des Himmels
- 2010: Jud Süß – Film ohne Gewissen
- 2012: Die Rosenheim-Cops (eine Folge)
- 2016: Hannas schlafende Hunde